# Müllendorf
Müllendorf je obec v okrese Eisenstadt-okolí v rakouské spolkové zemi Burgenland. Maďarský název obce je Szárazvám.

## Geografie
Müllendorf leží v severní části Burgenlandu poblíž zemského hlavního města Eisenstadtu. Obec se rozprostírá na širokém svahu Litavských hor (Leithagebirge), jako vybíhající uzlíček na severozápadě. Müllendorf je samostatnou obcí.

## Historie
Z roku 1271 je první písemná zmínka o Müllendorfu. Obec náležela, stejně jako celý Burgenland, až do let 1919/20 k Uhrám. Kvůli maďarizační politice v druhé polovině 19. století, muselo být od roku 1898 v názvu používáno výhradně maďarské jméno Szárazvám. Po skončení první světové války bylo po dlouhotrvajících jednáních docíleno, aby západní převážně německojazyčná část nově vzniklého Maďarska byla podle saint-germainské a trianonské smlouvy přiřčena Rakouské republice. Obec tedy patří od ledna 1921 k nově vytvořené spolkové zemi Burgenland.

## Infrastruktura
V obci je významné naleziště velmi kvalitního čistého vápence a je zde továrna na výrobu kříd.